# Centralized document management
CDM(centralized document management)は企業内で活用されるすべてのデジタル資料のローカル PC使用を制御して、サーバから単一化して管理するよう誘導する論理的な技術構造及びシステムを指す。
CDMは度々既存のクラウドサービスまたは、DRM、DLP、EDMSなどと類似システムと混同することもある。しかし、CDMは先に述べた4つの既存システムのように単純文書の保存、単純の持ち出し防止のためのシステムではなく、サーバ内に管理できるデジタル資料全般のライフサイクルを追跡して、セキュリティ機能を利用して文書を安全に管理することが目的である。
CDMは現在、開発国の韓国を基盤で中国、日本、米国、ペルーなどに拡散できて、既存企業用のシステムの脆弱性を補完するためのシステムとして脚光を浴びている。既存企業用システムの場合、文書を単純保存のみをして管理方案が不備であったり、強力なセキュリティ機能だけを提供してユーザの実際の業務に不便をもたらしたりする。
しかし、CDMはただ一つのシステム構築だけで様々なセキュリティ・管理機能を一度で提供することができるところで、企業文書管理に卓越であり、ROI(Return On Investment、投資収益率)の面でも効率的だという評価されている。

## 重要機能
CDMはWhite Listを基盤にしてアプリケーションを制御して、企業や管理者が望んでいるセキュリティレベルに合わせてユーザPCにセキュリティポリシーを設定できる。ポリシーによりユーザのPCに保存することを制御させて中央統合保存所に保存を誘導する方法である。
また、 中央統合保存所内の文書はDRM製品を活用しなくても暗号化できて安全に保存されるので、ランサムウェアやウィルスなどのサイバー脅威にも安心して文書を管理できる。なお、文書別に権限を設定することと文書の持ち出し承認プロセスを使用して個人情報、核心技術文書、企業のノーハウ文書などの情報漏洩の被害を防止できる。 
CDMを利用して中央統合保存所から管理できる文書は生成から廃棄までのライフサイクルを照会・追跡できる。また、文書のバージョン管理と自動チェックイン・チェックアウト機能を利用していろんな人が同時作業をしても上書き保存・原本の破損でも安全である。
```
文書共有時は共有の目的により文書の写本のURLを共有する機能といろんな人の持続的な業務共有スペースの共有フォルダなどと同じ機能を提供する。
```